# Julemærke (folketro)
 For alternative betydninger, se Julemærke. (Se også artikler, som begynder med Julemærke)
Julemærke var tidligere et hjælpemiddel til at forudsige vejret i det kommende år.
Ifølge gammel dansk folketro var det muligt at forudsige vejret i årets tolv måneder, ved at iagttage vejret i de 12 juledage. Julemorgen snittede bonden derfor 12 ridser i en loftsbjælke, og tegnede en cirkel med kridt om hver af dem. På hver af de følgende 12 dage frem til Hellig tre kongers dag blev en af disse cirkler så udfyldt med symboler, som viste vejret den pågældende dag.
Disse 12 julemærker, regnedes herefter for en prognose om vejret i det kommende års 12 måneder.
Fra denne tradition stammer udtrykket "Efter alle julemærker at dømme", der senere er forvansket til "Efter alle solemærker at dømme".